# エレクトリック・アコースティック・ヴァイオリン
エレクトリック・アコースティック・ヴァイオリン（Electric Acoustic Violin）は、通常のヴァイオリンの音響を電子回路で電気信号に変換する電気楽器である。
エレクトリックアコースティックギターと同じく「エレアコ・ヴァイオリン」と呼ばれる場合もある。
欧米ではアコースティック・エレクトリック・ヴァイオリン（Acoustic Electric Violin）とも呼ばれる。
エレクトリック・ヴァイオリンと同じ扱いをされる事も多いが、本来は音響の仕組みが異なり、別の楽器である。
本項ではヴァイオリンの項を踏まえて説明を行う。

## 音響のしくみ
通常のヴァイオリンで演奏された音の振動を、ピックアップ等で電気信号に変えて出力するので、共鳴胴により発生する音の「鳴り」や「揺れ」を含む、アコースティックなヴァイオリンの音色を持ちつつ、電気的（エレクトリック）な増幅が可能となっている。
これに対しエレクトリック・ヴァイオリンは共鳴胴がないため、アコースティックな音響が少ない。

## 構造

### 本体
基本的な構造は通常のヴァイオリンに、ピックアップや小型のマイクロフォンと、その出力を取り出すためのコネクタを取り付けたものである。これら、後からピックアップ等を取り付けた場合は、取り外せば通常のヴァイオリンに戻す事ができる。
プリアンプなどが付かない製品が多いが、一部製品はピックアップやコネクタ、電源（電池）を含めて共鳴胴内に収容している。共鳴胴内に収容している場合、当然ながらヴァイオリン本体を穴あけ加工するため、通常のヴァイオリンに戻す事は不可能となる。

### ピックアップ／マイクロフォン
駒自身がピックアップとなっている製品以外は、駒の付近にピックアップを取り付けることが多い。共鳴胴内にピックアップを内蔵している製品もある。ピックアップ自体はピエゾピックアップが使われる。
マイクロフォンはf字孔周辺に取り付けることが多いが、ステージの音響設備との兼ね合いでハウリング等が発生するため、微妙な位置調整が必要である。
プリアンプが無い製品の場合、ピックアップ等からの出力はそのままコネクタで取り出され、アンプで増幅される。

## 用途
エレクトリック・ヴァイオリンと同じく、通常のバイオリンでは音量不足のために参加できなかったジャンルの音楽に対応できるようになった。特にクラシックやタンゴなどで、アコースティックなヴァイオリンの音色を要求しながら、新しい環境として大ホールなどに対応するために使用される事が多い。
エレクトリック・ヴァイオリンと異なり、アコースティックな音が小さい訳でもなく、個人練習などではアンプを使う必要も無いので、逆に言えば上記のような用途以外には普及していない。